# دیوکان چشم‌آتشی
دیوکان چشم‌آتشی یا کبوترک چشم‌آتشی (نام علمی: Pyrope pyrope) نام یک گونه از سرده تک‌نماد Pyrope است.